# Rally Caja Cantabria de 1993
El Rally Caja Cantabria de 1993, oficialmente 15.º Rally Caja Cantabria, fue la decimoquinta edición y la segunda cita de la temporada 1993 del Campeonato de España de Rally. Fue también puntuable para el Desafío Peugeot y la Copa SEAT Marbella. Se celebró del 4 al 5 de junio.

## Clasificación final
| Pos. | Piloto               | Copiloto           | Automóvil               | Tiempo       | Diferencia |
| ---- | -------------------- | ------------------ | ----------------------- | ------------ | ---------- |
| 1.   | Jesús Puras          | Álex Romaní        | Ford Escort RS Cosworth | 2:19:38      | 0.0        |
| 2.   | Borja Moratal        | Alfredo Rodríguez  | Peugeot 309 GTI 16      | 2:21:25      | +1:47      |
| 3.   | Daniel Alonso        | Salvador Belzunces | Ford Escort RS Cosworth | 2:21:28 1:00 | +1:50      |
| 4.   | Oriol Gómez          | Marc Martí         | Peugeot 106 XSi         | 2:24:13      | +4:35      |
| 5.   | Juan Carlos Otamendi | Manuel A. Colado   | Ford Escort RS Cosworth | 2:27:57      | +8:19      |
| 6.   | Arturo Rial          | Juan Carlos Arias  | Citroën AX Sport        | 2:31:33      | +11:55     |
| 7.   | Sergio Vallejo       | Diego Vallejo      | Peugeot 309 GTI 16      | 2:33:12      | +13:34     |
| 8.   | José Luis Carrera    | Felipe Alonso      | Peugeot 205 Rallye      | 2:37:08      | +17:30     |
| 9.   | David Nafría         | Marta Sogas        | Peugeot 205 Rallye      | 2:37:29      | +17:51     |
| 10.  | Manuel Cabo          | Fernando Puras     | Renault 5 GT Turbo      | 2:38:08      | +18:30     |